# 1103 Sequoia
1103 Sequoia är en asteroid i huvudbältet som upptäcktes den 9 november 1928 av den tysk-amerikanske astronomen Walter Baade. Dess preliminära beteckning var 1928 VB. Den fick sedan namnet efter Sequoia nationalpark där upptäckaren brukade tillbringa sina semestrar.
Sequoia tillhör Hungaria-familjen, som kännetecknas av att de ligger på ett avstånd från solen av 1,78 – 2,0 AU och har låg excentricitet.
Sequoias senaste periheliepassage skedde den 29 mars 2025. Beräkningar har gett vid handen att asteroiden har en rotationstid på ungefär 3,04 timmar.

### Fotnoter
1. ↑  Familjen har fått namn efter asteroid 434 Hungaria